# Basilique Notre-Dame-de-Consolation de Vilvorde
La basilique Notre-Dame-de-Consolation (en néerlandais : Onze-Lieve-Vrouw van Troostbasiliek, appelée simplement « église de la Consolation », Troostkerk) est un édifice religieux catholique sis à Vilvorde, au nord de Bruxelles, en Belgique. De style baroque tardif l’église du couvent des carmélites cloitrées fut construite au XVIIe siècle. Comme centre de pèlerinages mariaux elle est élevée au rang de basilique en 2006, mais n’en reste pas moins église conventuelle des religieuses carmélites. L'église est classée au patrimoine de la Région flamande.

## Histoire
C'est au XIIIe siècle qu'un béguinage est installé à Peutie, juste à l’extérieur de Vilvorde. Il est agrandi par Sophie de Thuringe, épouse d’Henri II, duc de Brabant, dont il reçoit également une statue miraculeuse de la Vierge Marie. En 1469, après la dévastation de Liège par Charles le Téméraire, un groupe de moniales carmélites s’installe dans le béguinage auquel est donné le vocable de Notre-Dame-de-Consolation. C’est la date officielle de la fondation du couvent des carmélites. La première église fut fondée par le bienheureux Jean Soreth, réformateur du Carmel au XVe siècle.
Durant la furie iconoclaste (1566) Vilvorde reçoit l’ordre de renforcer ses défenses. Toutes les habitations hors de la ville, y compris le béguinage, sont vouées à la démolition. Les sœurs se déplacent à l'intérieur de la ville, où elles reçoivent la maison Saint-Nicolas. 
En 1575, pour la première fois, une procession est organisée dans les rues de Vilvorde, le troisième dimanche de Pâques. C’est la première célébration de la Troostkermis. Cependant les temps sont troubles et, après 1578, par cinq fois les moniales doivent prendre la fuite, emportant chaque fois la statue miraculeuse de la Vierge, leur précieux bien. 
En 1663, l’église du carmel Notre-Dame-de-Consolation est mise en chantier. Le 6 septembre 1674, l’édifice, avec son cloître adjacent est consacré et ouvert au culte. 
Les moniales carmélites connaissent une longue période de tranquillité et, dans le silence, peuvent s’adonner, suivant leur vocation contemplative, à la prière et la psalmodie de l’office divin. À la fin du XVIIIe siècle, les religieuses sont expulsées par le pouvoir révolutionnaire français et leurs biens sont confisqués et vendus comme biens nationaux. Après la signature du concordat de 1801, elles sont autorisées à rentrer dans leurs couvents. 

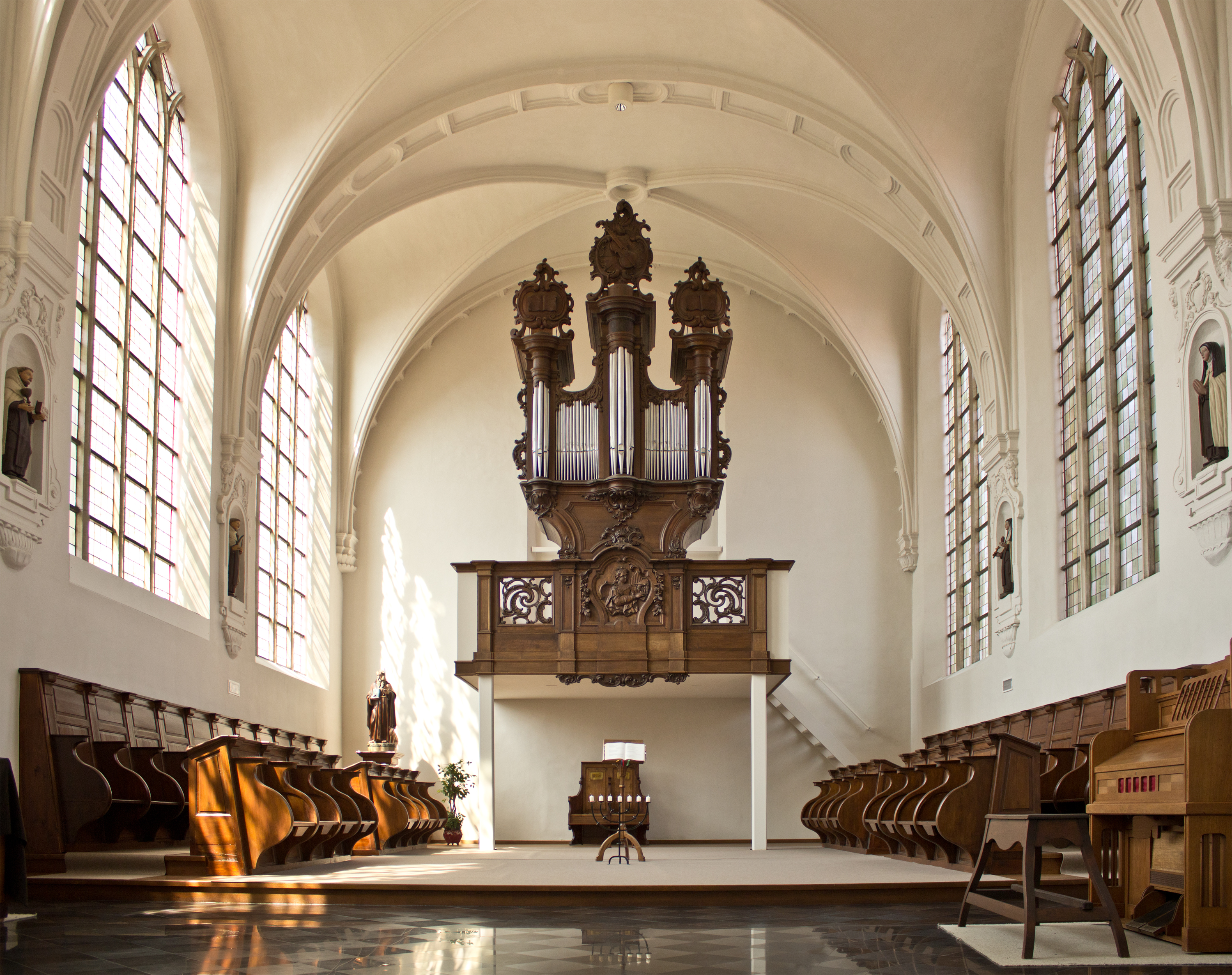
Le chœur des moniales sous le splendide orgue de la basilique.

Jusqu'en 1966, le carmel de Vilvorde appartenait à la branche de l’observance ancienne de l’Ordre du Carmel (dite du Carmel chaussé). La communauté est peu après passée à la Réforme thérésienne (OCD : Ordre des Carmes déchaux). 
En 1995, une association des Amis de la Consolation fut formée pour, entre autres, veiller à l’entretien et financer la restauration de l'église, un projet dépassant de loin les ressources des moniales carmélites. La restauration se fait en plusieurs phases. 
Étant donné sa popularité comme centre de pèlerinage marial — une statue de la Vierge Marie datant du XVe siècle y est vénérée — l’église fut élevée au rang de basilique le 7 mai 2006, jour de la Troostkermis, troisième dimanche de Pâques qui est la date traditionnelle de célébration en l’honneur de Notre-Dame de Consolation. Durant tout le weekend la Troostkermis bat son plein.